# Lasse Schöne
Lasse Schöne, né le 27 mai 1986 à Glostrup au Danemark, est un footballeur international danois. Pouvant jouer au poste de milieu offensif ou défensif, il joue actuellement pour le NEC Nimègue, dans le championnat des Pays-Bas.

## Carrière

### Ajax
Le 18 avril 2012, Lasse rejoint l'Ajax librement.
Le 27 avril 2014, il inscrit un coup franc de plus de trente mètres face à Heracles Almelo (1-1) et offre ainsi à l'Ajax Amsterdam un titre de champion. Le club et les supporters l'élisent joueur de l'année 2014.
Le 2 mars 2015, il signe un nouveau contrat jusqu'à l'été 2017.
Le 22 février 2017, il signe un nouveau contrat jusqu'à l'été 2019. 
Le 27 février 2019, il devient le joueur international avec le plus grand nombre de matchs disputés pour l'Ajax passant devant Søren Lerby (un danois).
Le 5 mars 2019, en huitième de finale de la Ligue des champions de l'UEFA, Schöne marque, contre le Real Madrid, un coup franc lobant Thibaut Courtois, offrant la victoire à son club au Stade Santiago-Bernabéu crée la surprise vu que le club bat le Real, triple tenant du titre sur un total (match aller et retour) de 5-3. Schöne et l'Ajax s'arrêtent en demi finale face à Tottenham.

### Genoa
Le 9 août 2019, Schöne rejoint le Genoa, club de Serie A, pour un contrat de deux ans. Le 5 octobre, Schöne marque son premier but dans le championnat italien face au Milan, sur coup franc. Depuis l'arrivée de son nouvel entraîneur Thiago Motta, il est promu capitaine de l'équipe. En grande difficulté, le Genoa réussit tout de même à se maintenir et finit la 17ème place.
Le 27 septembre 2020, Schöne et le gardien Mattia Perin ont été testés positifs au Covid-19s, sans eux, le Genoa perd 6-0 contre Naples.

### SC Heerenveen
En février 2021 il rejoint le SC Heerenveen.
Schöne marque son premier et unique but avec Heerenveen dès son premier match, le 14 février 2021, face à l'AZ Alkmaar, en championnat. Il est titularisé mais ne peut empêcher la défaite de son équipe par trois buts à un.

### Retour au NEC Nimègue
Le 9 juin 2021, est annoncé le retour de Lasse Schöne au NEC Nimègue. Il signe un contrat courant jusqu'en juin 2023,. Il joue son premier match depuis son retour le 14 août 2021, lors de la première journée de la saison 2021-2022 d'Eredivisie contre son ancien club, l'Ajax Amsterdam. Titulaire et capitaine ce jour-là, il voit son équipe s'incliner lourdement par cinq buts à zéro.

## Palmarès
Avec De Graafschap
- Champion de deuxième division néerlandaise en 2007

 Avec l'Ajax Amsterdam
- Champion des Pays-Bas en 2013, 2014 et 2019
- Vice-champion des Pays-Bas en 2017.
- Finaliste de la Ligue Europa en 2017
- Vainqueur de la Coupe des Pays-Bas en 2019
- Vainqueur de la Supercoupe des Pays-Bas en 2013

## Style de jeu
Lasse Schöne est un milieu de terrain qui sait à peu près tout faire, car bien qu'il soit lent et qu'il ne défende que très peu, Schöne apporte sa puissance de tir ainsi que son bon jeu de passe (avec  89,6 % de passes réussies en moyenne en championnat pendant la saison 2018-2019). Sa position reculée, sa faculté à combiner dans les petits espaces, son gros volume de course et sa lecture du jeu lui permettent d'être un titulaire indiscutable dans le club néerlandais. 
Son plus grand atout réside dans les coups de pied arrêtés, il est considéré comme l'un des meilleurs tireur de coups francs.
«C'était notre créateur, le joueur le plus inventif de l'équipe. La star qui touchait déjà à la sélection danoise, Techniquement, Lasse était au-dessus de tous les autres». dit Thomas Chatelle, un joueur belge qui l'a côtoyé en 2010-11 dans le club de l'est des Pays-Bas.

## Statistiques

### En club
Le tableau ci-dessous récapitule les statistiques de Lasse Schöne lors de sa carrière en club :
| Saison                | Club                  | Championnat           | Championnat | Championnat | Championnat | Coupe(s) nationale(s) | Coupe(s) nationale(s) | Coupe(s) nationale(s) | Compétition(s) continentale(s) | Compétition(s) continentale(s) | Compétition(s) continentale(s) | Compétition(s) continentale(s) | Autres compétitions | Autres compétitions | Autres compétitions | Autres compétitions | Total | Total | Total |
| Saison                | Club                  | Division              | M.          | B.          | P.d.        | M.                    | B.                    | P.d.                  | Comp.                          | M.                             | B.                             | P.d.                           | Comp.               | M.                  | B.                  | P.d.                | M.    | B.    | P.d.  |
| 2006-2007             | De Graafschap         | Eerste Divisie        | 36          | 5           | 0           | -                     | -                     | -                     | -                              | -                              | -                              | -                              | -                   | -                   | -                   | -                   | 36    | 5     | 0     |
| 2007-2008             | De Graafschap         | Eredivisie            | 34          | 7           | 6           | -                     | -                     | -                     | -                              | -                              | -                              | -                              | -                   | -                   | -                   | -                   | 34    | 7     | 6     |
| Sous-total            | Sous-total            | Sous-total            | 70          | 12          | 6           | -                     | -                     | -                     | -                              | -                              | -                              | -                              | -                   | -                   | -                   | -                   | 70    | 12    | 6     |
| 2008-2009             | NEC Nimègue           | Eredivisie            | 34          | 6           | 5           | 4                     | 4                     | 0                     | C3                             | 7                              | 1                              | 1                              | -                   | -                   | -                   | -                   | 45    | 11    | 6     |
| 2009-2010             | NEC Nimègue           | Eredivisie            | 5           | 0           | 1           | -                     | -                     | -                     | -                              | -                              | -                              | -                              | -                   | -                   | -                   | -                   | 5     | 0     | 1     |
| 2010-2011             | NEC Nimègue           | Eredivisie            | 34          | 7           | 9           | 1                     | 1                     | 1                     | -                              | -                              | -                              | -                              | -                   | -                   | -                   | -                   | 35    | 8     | 10    |
| 2011-2012             | NEC Nimègue           | Eredivisie            | 34          | 11          | 4           | 4                     | 2                     | 1                     | -                              | -                              | -                              | -                              | POLE                | 2                   | 1                   | 1                   | 40    | 14    | 6     |
| Sous-total            | Sous-total            | Sous-total            | 107         | 24          | 19          | 9                     | 7                     | 2                     | -                              | 7                              | 1                              | 1                              | -                   | 2                   | 1                   | 1                   | 125   | 33    | 23    |
| 2012-2013             | Ajax Amsterdam        | Eredivisie            | 32          | 6           | 10          | 4                     | 1                     | 1                     | C1+C3                          | 5+2                            | 0                              | 0                              | JCS                 | 1                   | 0                   | 0                   | 44    | 7     | 11    |
| 2013-2014             | Ajax Amsterdam        | Eredivisie            | 29          | 9           | 9           | 5                     | 3                     | 0                     | C1                             | 6                              | 2                              | 1                              | JCS                 | 1                   | 0                   | 0                   | 41    | 14    | 10    |
| 2014-2015             | Ajax Amsterdam        | Eredivisie            | 29          | 8           | 9           | -                     | -                     | -                     | C1+C3                          | 6+2                            | 3+0                            | 1+0                            | JCS                 | 1                   | 0                   | 0                   | 38    | 11    | 10    |
| 2015-2016             | Ajax Amsterdam        | Eredivisie            | 24          | 4           | 4           | 2                     | 0                     | 0                     | C1+C3                          | 1+6                            | 0+1                            | 0                              | -                   | -                   | -                   | -                   | 33    | 5     | 4     |
| 2016-2017             | Ajax Amsterdam        | Eredivisie            | 27          | 7           | 4           | 2                     | 1                     | 1                     | C1+C3                          | 2+12                           | 0+1                            | 0                              | -                   | -                   | -                   | -                   | 43    | 9     | 5     |
| 2017-2018             | Ajax Amsterdam        | Eredivisie            | 30          | 10          | 4           | 2                     | 0                     | 0                     | C1+C3                          | 2+2                            | 0+1                            | 0                              | -                   | -                   | -                   | -                   | 36    | 11    | 4     |
| 2018-2019             | Ajax Amsterdam        | Eredivisie            | 26          | 4           | 5           | 3                     | 0                     | 0                     | C1                             | 15                             | 2                              | 1                              | -                   | -                   | -                   | -                   | 44    | 6     | 6     |
| Sous-total            | Sous-total            | Sous-total            | 197         | 48          | 45          | 18                    | 5                     | 2                     | -                              | 61                             | 10                             | 3                              | -                   | 3                   | 0                   | 0                   | 279   | 63    | 50    |
| Total sur la carrière | Total sur la carrière | Total sur la carrière | 374         | 84          | 70          | 27                    | 12                    | 4                     | -                              | 68                             | 11                             | 4                              | -                   | 5                   | 1                   | 1                   | 474   | 108   | 79    |

### Buts en sélection nationale
| No | Date         | Lieu                                 | Adversaire | Résultat | Compétition                     |
| -- | ------------ | ------------------------------------ | ---------- | -------- | ------------------------------- |
| 1  | 12 août 2009 | Brøndby Stadion, Brøndby, Danemark   | Chili      | 1-2      | Match amical                    |
| 2  | 4 juin 2011  | Laugardalsvöllur, Reykjavik, Islande | Islande    | 2-0      | Qualifications pour l'Euro 2012 |
| 3  | 22 mai 2014  | Nagyerdei Stadion, Debrecen, Hongrie | Hongrie    | 2-2      | Match amical                    |

NB : Les scores sont affichés sans tenir compte du sens conventionnel en cas de match à l'extérieur (Danemark-Adversaire)